# Terrence Trammell
Terrence Trammell (ur. 23 listopada 1978 w Atlancie) – amerykański lekkoatleta, płotkarz i sprinter.
Trzykrotny olimpijczyk (Sydney 2000, Ateny 2004, Pekin 2008), srebrne medale olimpijskie otrzymał na igrzyskach w 2000 i 2004 roku (w biegu na 110 m przez płotki). Trzykrotny wicemistrz świata (Paryż 2003, Osaka 2007, Berlin 2009) w biegu na 110 m przez płotki. Halowy mistrz świata w biegu na 60 m przez płotki (Lizbona 2001, Moskwa 2006), brązowy medalista halowych mistrzostw w biegu na 60 m (Moskwa 2006). W 2010 zdobył srebro podczas halowych mistrzostw świata w Katarze w biegu na 60 m przez płotki.

## Rekordy życiowe
- Bieg na 100 metrów – 10,04 (2000)
- Bieg na 200 metrów – 20,74 (1998)
- Bieg na 110 metrów przez płotki – 12,95 (2007)
- Bieg na 60 metrów – 6,45 (2001) 6. wynik w historii
- Bieg na 50 metrów przez płotki – 6,45 (2012)
- Bieg na 55 metrów przez płotki – 6,94 (1999)
- Bieg na 60 metrów przez płotki – 7,36 (2010) 4. wynik w historii (wspólnie z Gregiem Fosterem i Allenem Johnsonem)[1]